# فاي راي
فاي راي (بالإنجليزية: Fay Wray)‏ هي ممثلة كندية وأمريكية، ولدت في 15 سبتمبر 1907 في كندا، وتوفيت في 8 أغسطس 2004 بمانهاتن في الولايات المتحدة بسبب مرض.

## أعمال

### أفلام
- (1925) بن هور
- (1931) أصابع الإتهام
- (1932) اللعبة الأكثر خطورة
- (1933) كينغ كونغ[6][7]
- (1933) كينغ كونغ
- (1934) يعيش فيلا
- (1938) سر جوري

## وصلات خارجية
- فاي راي على موقع IMDb (الإنجليزية)
- فاي راي على موقع الموسوعة البريطانية (الإنجليزية)
- فاي راي على موقع ألو سيني (الفرنسية)
- فاي راي على موقع ميوزك برينز (الإنجليزية)
- فاي راي على موقع تيرنر كلاسيك موفيز (الإنجليزية)
- فاي راي على موقع أول موفي (الإنجليزية)
- فاي راي على موقع قاعدة بيانات برودواي على الإنترنت (الإنجليزية)
- فاي راي على موقع قاعدة بيانات الأفلام السويدية (السويدية)
- فاي راي على موقع إن إن دي بي (الإنجليزية)
- فاي راي على موقع قاعدة بيانات الفيلم (الإنجليزية)